# 알 멀록
알 멀록(Al Mulock, 1925년 6월 30일 ~ 1968년 5월 1일)은 캐나다의 영화배우, 연극 배우, 배우이다.
토론토에서 태어났다.

## 영화
- 옛날 옛적 서부에서 (1968년)
- 황금 눈에 비친 모습 (1967년)
- 로스트 코맨드 (1966년)
- 서부의 무법자 (1966년)
- 석양에 돌아오다 (1966년)
- 닥터 테러스 하우스 오브 호러스 (1965년)
- 콜 미 브와너 (1963년)
- 타잔의 위기 (1960년)
- 타잔 최대의 모험 (1959년)